# 귀멸의 칼날: 나타구모산 편
《귀멸의 칼날: 나타구모산 편》(일본어: 鬼滅の刃 那田蜘蛛山編, 영어: Demon Slayer: Kimetsu no Yaiba Mt. NATAGUMO ARC)은 2020년에 개봉한 일본의 액션, 판타지, 애니메이션 영화이다. 일본에서는 2020년 10월 17일에, 대한민국은 2021년 11월 17일에 개봉되었다.

## 줄거리
새로운 임무를 맡은 탄지로 일행은 나타구모산으로 간다. 무섭다고 안 가겠다던 젠이츠를 내버려 두고 탄지로와 이노스케는 산 깊은 곳으로 들어와 거미엄마 도깨비가 실로 조종하고 있던 귀살대원들을 구출하려 했으나, 거미엄마 도깨비가 귀살대원들의 목을 꺾어 죽여버린다. 그리고 거대한 인형을 보내 탄지로,이노스케를 죽이려 했지만 그마저 실패했고, 거미엄마 도깨비에게 접근한 탄지로가 물의호흡 제 5형 가뭄의 단비를 써서 거미엄마 도깨비를 쓰러뜨린다.
그리고 다른 도깨비들을 찾다가 거미누나 도깨비를 만났지만 거미아빠 도깨비가 그곳을 막아선다. 거미아빠 도깨비에게 압도적으로 제압당하며 힘겹게 싸우고 있던 그 때, 거미아빠 도깨비의 공격으로 인해 탄지로가 날아간다.
그 시각 젠이츠는 홀로 겨우 산에 들어왔다가 인면거미를 보고 경악한다. 도망치던 젠이츠는 거미줄에 묶여 매달려 있는 사람들과 거미집을 발견하는데 그 사람들은 거미로 변하고 있는 광경이었다. 형 거미를 만나게 된다. 겁에 질린 젠이츠는 나무 위로 올라가지만, 자신은 이미 인면거미 에게 물린 상태였다. 형도깨비에 의해 인면거미로 변한 노예들이 젠이츠를 계속 쫓아온다. 극도로 겁에 질렸던 젠이츠가 기절하며 잠재력을 발휘해서 번개의 호흡 제1형 벽력일섬을 연발하고, 끝내 거미형 도깨비의 목을 벤다.
탄지로는 다시 이노스케를 찾아다니다가 거미 혈귀인 루이가 자신의 누나인 거미누나 도깨비를 해코지하는 장면을 본다. 루이가 탄지로의 시선을 눈치채고, 누나도깨비에겐 이 산에 있는 모든 사람을 죽이라고 명령한다.
다시 이노스케 이야기로 돌아가보자. 힘겹게 목숨만 부지하며 싸우던 이노스케는 갑자기 도망가는 거미아빠 도깨비를 보고 자신이 이겼다며 자만한다. 하지만 거미아빠 도깨비는 탈피를 하는 중이었고, 이노스케가 거미아빠 도깨비에게 목을 조여 죽기 직전 당주 우부야시키 카가야가 보낸 두 명의 주들 중 한 명인 토미오카 기유(수주)가 거미아빠 도깨비를 물의호흡 제 4형 들이친 파도로 두부처럼 베어버린다. 기유의 엄청난 실력을 본 이노스케는 기유와 싸워서 이기면 자신이 일인자가 될 것이라며 대결을 요청하지만 말을 끝내기도 전에 기유에게 밧줄로 묶인다.기유는 제 몸의 상처도 못 알아차리면서 대결을 청하는 바보는 없을 거라 말하고, 이에 발끈하는 이노스케를 무시하며 다음 목적지로 향한다.
그 때 거미에 물려 온몸에 독이 퍼지며 점점 인면거미로 변해가고 있던 젠이츠가 자신의 과거를 떠올린다. 부모에게서 버림받고 여자들을 집착하며 사기까지 당했던 그런 젠이츠를 전 명주였던 육성자가 데리고 와 번개의 호흡을 가르치던, 그 할아버지가 참 고마웠다고 생각한다. 그렇게 전집중 호흡으로 독이 퍼지는 속도를 최소화 시키고 있던 그 때, 어떤 여자가 나타난다.그 여자는 우부야시키 카가야가 보낸 두 명의 주들 중 또다른 한 명인 코쵸우 시노부(충주)였다.시노부는 젠이츠에게 할아버지를 만난 꿈은 주마등이라며 일설에 의하면 주마등은 죽을 위기에 처했을 때 자신의 기억 중 도움이 되는 실마리를 찾는 생존요법이고 전집중 호흡을 쓰며 독이 퍼지는 속도를 늦춘 것을 칭찬하며 주사를 놓았고, 그곳은 기유 씨가 먼저 차지했다며 어딘가로 갔다.
거미 도깨비 루이를 보고 가족에게 압박감을 주는 건 진정한 인연이 아니라고 탄지로는 말한다. 루이가 그 점에 대해 경고했지만 계속 주장하던 탄지로를 지나 갑자기 루이의 목을 베려는 어떤 귀살대원이 나타난다. 그런데, 루이는 실을 투척해서 그 귀살대원의 몸을 스테이크처럼 베어버린다. 루이의 엄청난 위력에 놀란 탄지로는 루이의 실을 베려 하지만,오히려 탄지로의 검이 잘리고, 그 실은 탄지로의 몸으로 향한다........ (푸칵) 탄지로가 질끈 감았던 눈을 떠 보니 네즈코가 희생한 상태였다.(네즈코가 죽진 않음) 그걸 보고 루이는 깜짝 놀란다. 그러더니 이렇게 단단한 인연은 본 적이 없다며 네즈코를 자신에게 넘기면 탄지로의 목숨만은 살려주겠다고 했다. 하지만 탄지로는 제안을 단칼에 거절했고,분노에 휩싸인 채 루이의 목을 베려 한다. 하지만 네즈코는 이미 루이에게 포획당한 상태였고, 루이의 얼굴을 할퀴자 루이는 네즈코를 실에 걸어서 조여놓고,조였을 때 출혈된 네즈코의 피가 탄지로 앞에 쏟아진다. 그렇게  끙끙거리던 네즈코가 갑자기 잠에 들고, 루이는 우리들과는 뭔가 다른 것 같다며 신기해한다.그러자 탄지로가 루이의 목을 꼭 벤다고 하자 루이는 자신이 십이귀월의 하현 5라는 사실을 밝히고, 탄지로는 압도적으로 밀린다. 흥분한 마음을 다잡은 탄지로는 가장 정밀도가 높은 물의 호흡 최후의 형인 제 10형 생생유전을 펼친다. 생생유전은 회전수를 더해갈수록 위력이 세지는 그런 기술이다. 그리고 루이의 실을 베는데 성공하고, 루이의 목 근처에 접근한다. 그 때 루이는 실의 강도가 이것밖에 안 된다고 생각하진 않겠지라고 말하고는 혈귀술을 써서 붉은 실을 만들어내고 투척한다.그러자 탄지로는 죽는다는 절망감을 느낀 채 주마등을 겪는다.
어릴 적 온 가족이 행복했었던 시절이었다. 어렸던 탄지로는 병으로 몸이 안 좋으신 아버지가 매년 겨울마다 히노카미 카구라를 하시는 게 놀랍고 걱정되었다. 그래서 아버지에게 물어보았더니 숨 쉬는 방법이 따로 있다며 부디 이 히노카미 카구라와 귀걸이는 꼭 계승해돌라며 약속했다.
' 히노카미 카구라, 원무!!' 탄지로가 히노카미 카구라를 써서 붉은 실을 벤다. 그러자 루이는 매우 놀란다. 지금 공격을 멈추면 물의 호흡에서 히노카미 카구라로 갑자기 바꾼 대가를 치러야 하므로 계속 전진했다. 그리고 마침내 칼이 루이의 목에 닿지만 그 순간 루이의 실에 자신도 같이 베이게 되는 것을 감수한다.
(네즈코의 무의식 속)'네즈코, 네즈코, 어서 일어나서 오빠를 도와야지...' 네즈코의 어머니께서 말씀하시지만 네즈코는 계속 일어나지 않는다. '네즈코 제발 일어나렴. 이러다 오빠까지 죽겠어...!'
'혈귀술..... 폭혈!!' 네즈코를 조이고 있던 실이 불에 타면서 끊어지고, 탄지로 코앞에 있던 실도 끊어진다.(아까전에 탄지로가 자기 목 앞까지 오자, 너무 당황한 루이가 급하게 네즈코를 조였던 실과 같은 걸 쓴 것) 그리고, 네즈코가 피를 흘렸을 때 탄지로의 검에 묻었던 피도 같이 폭혈되며 탄지로의 검이 위력을 가하고, ' 네즈코와 나의 인연은 그 누구도 끊지 못해!!!!' 라며 십이귀월 하현 5인 루이의 목을 벤다.

루이의 목을 벤 탄지로는 더 이상 힘이 없어 털썩 쓰러진다. 드디어 해치웠다며 한숨 돌리려는데 뒤에서 기척이 들려오고, 루이는 살아있었다. 알고 보니 탄지로가 목을 베기 직전,스스로 목을 분리시킨 것이었다. 이제는 확실히 죽여줘야겠다며 혈귀술을 써서 붉은 실이 탄지로를 조각내버리기 직전, 누군가가 나타나 가볍게 실을 베어버린다.
그 실을 벤 사내는 기유였다. 기유는 탄지로에게 지금까지 잘 버텼다며 이제부턴 나에게 맡겨라고 말했다. 꼬리에 꼬리를 무는 귀살대 놈들을 다 죽여벼리겠다고 다짐한 루이는 혈귀술을 써서 기유를 죽이려고 했다. 그 때, 기유가 물의 호흡 제 11형 잔잔한 물결을 써서 붉은 실이 자신의 범위 안으로 들어오자 없어지게 만들었다. 원래는 물의 호흡이 10가지 형 밖에 없지만 이 기술은 기유가 만들어낸 것이다.이것이 믿기지 않았던 루이는 다시 한 번 공격을 시도해보려 했지만, 그 순간 기유가 가볍게 루이의 목을 벤다.

## 등장인물
극장판귀멸의칼날:나타구모산편주연공
- 하나에 나츠키 : 카마도 탄지로 역(귀살대)
- 키토 아카리: 카마도 네즈코 역(귀살대)
- 시모노 히로 : 아가츠마 젠이츠 역(귀살대)
- 마츠오카 요시츠구  하시비라 이노스케 역(귀살대)

극장판귀멸의칼날:나타구모산편조연 
- 사쿠라이 타카히로 - 토미오카 기유 역
- 오오츠카 호츄 - 우로코다키 사콘지 역
- 야마자키 타쿠미 - 꺽쇠 까마귀 역
- 나미카와 다이스케 - 하가네즈카 호타루 역
- 사카모토 마아야 - 타마요 목소리 역
- 야마시타 다이키 - 유시로 역
- 하야미 사오리 - 코쵸우 시노부 목소리 역
- 치바 시게루 - 쿠와지마 지고로 역
- 우에다 레이나 - 츠유리 카나오 역
- 오카모토 노부히코 - 시나즈가와 겐야 역
- 모리카와 토시유키 - 우부야시키 카가야 역
- 히노 사토시 - 렌고쿠 쿄쥬로 역
- 코니시 카츠유키 - 우즈이 텐겐 역
- 하나자와 카나 - 칸로지 미츠리 역
- 카와니시 켄고 - 토키토 무이치로 역
- 스기타 토모카즈 - 히메지마 교메이 역
- 스즈무라 켄이치 - 이구로 오바나이 역
- 세키 토모카즈 - 시나즈가와 사네미 역
- 세키 토시히코 - 키부츠지 무잔 역
- 후쿠야마 준 - 야하바 역
- 코마츠 미카코 - 스사마루 역
- 스와베 준이치 - 코우가이 역
- 우치야마 코우키 - 루이 역
- 코시미즈 아미 - 엄마 거미 도깨비 역
- 모리쿠보 쇼타로 - 형 거미 도깨비 역
- 시라이시 료코 - 누나 거미 도깨비 역
- 이나다 테츠 - 아빠 거미 도깨비 역
- 사토 리나 - 우부야시키 아마네 역
- 미키 신이치로 - 카마도 탄쥬로 역
- 쿠와시마 호우코 - 카마도 키에 역
- 혼도 카에데 - 카마도 시게루 역
- 타이치 요우 - 카마도 타케오 역
- 코하라 코노미 - 카마도 하나코 역
- 코가 아오이 - 카마도 로쿠타 역

## 참고 사항
- 수입사:  애니맥스 코리아

## 같이 보기
- 귀멸의 칼날
- 귀멸의 칼날 (애니메이션)
- 귀멸의 칼날: 남매의 연
- 극장판 귀멸의 칼날: 무한열차편
- 귀멸의 칼날: 주합회의·나비저택 편
- 귀멸의 칼날: 무한열차편
- 귀멸의 칼날: 환락의 거리편
- 귀멸의 칼날: 상현집결, 그리고 도공 마을로
- 귀멸의 칼날: 도공 마을편
- 귀멸의 칼날: 합동 강화 훈련편
- 귀멸의 칼날: 장구저택 편
- 귀멸의 칼날: 아사쿠사 편
- 고토게 코요하루